# Warren (Pennsylvania)
Warren is een plaats (city) in de Amerikaanse staat Pennsylvania, en valt bestuurlijk gezien onder Warren County.

## Demografie
Bij de volkstelling in 2000 werd het aantal inwoners vastgesteld op 10.259.
In 2006 is het aantal inwoners door het United States Census Bureau geschat op 9605, een daling van 654 (-6.4%).

## Geografie
Volgens het United States Census Bureau beslaat de plaats een oppervlakte van
8,1 km², waarvan 7,6 km² land en 0,5 km² water. Warren ligt op ongeveer 369 m boven zeeniveau.

## Plaatsen in de nabije omgeving
De onderstaande figuur toont nabijgelegen plaatsen in een straal van 24 km rond Warren.